# 앤드루 잭슨 (배우)

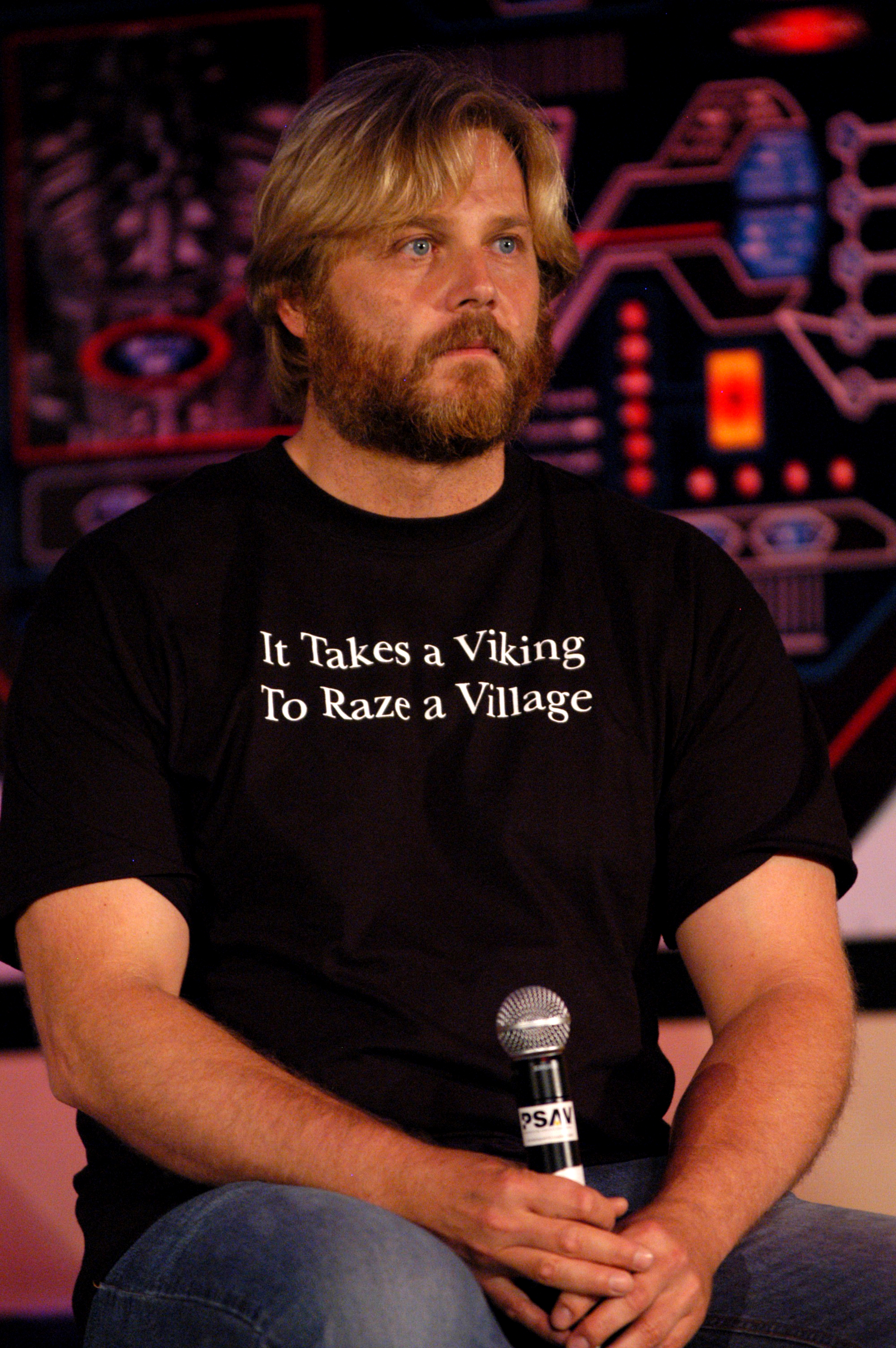

앤드루 잭슨(Andrew Jackson, 1963년 9월 11일 ~ )은 캐나다의 배우이다.
뉴마켓에서 태어났다.

## 출연 작품
- 이스트 엔드 (2016년)
- 파티 올 나잇 (2016년)
- 브레이크아웃 (2013년)
- 씨 울프 (2009년)
- 비잉 에리카 (2008년)
- XIII: 컨스피러시 (2008, XIII: The Conspiracy)
- 씨드 (2007년)
- 터미널 시티 (2005년)
- 에디슨 시티 (2005년) - 아이비스 역
- 라이프 애즈 위 노 잇 (2004년)
- 스쿠비 두 2 - 몬스터 대소동 (2004년)
- 브라더스 키퍼 (2002년)
- 트라이 세븐틴 (2002년)
- 안드로메다 (2000년)
- 밀레니엄 맨 (1999년)
- 돈 잃고 몸 버리고 (1999년) - 빌리 역
- 블랙잭 (1998년)
- 샤도우 빌더 (1998년)
- 유니버셜 솔저 2 (1997년)
- 말괄량이 삐삐 (1997년)
- 파이널 컨플릭트 (1997년)
- 트리플 테러 (1996년)
- 버뮤다 특급 사건 (1994년)
- 레드 블러드 (1990년)
- 스테이트 파크 (1988년)

### 텔레비전
- 카테고리 6 - 지구 멸망의 날 (2004, Category 6: Day of Destruction)
- 카일 XY (2006)